# Megalochlamys
- Commons
- Wikispecies

Megalochlamys Lindau, segundo o Sistema APG II, é um gênero botânico da família Acanthaceae

## Espécies
| - Megalochlamys hamata - Megalochlamys kenyensis - Megalochlamys linifolia - Megalochlamys marlothii - Megalochlamys ogadenensis - Megalochlamys revoluta | - Megalochlamys strobilifera - Megalochlamys tanaensis - Megalochlamys tanzaniensis - Megalochlamys trinervia - Megalochlamys violacea |

- «Lista das espécies»

## Nome e referências
Megalochlamys Lindau, 1899

## Classificação do gênero
| Sistema | Classificação                       | Referência            |
| ------- | ----------------------------------- | --------------------- |
| APG II  | Ordem Lamiales, família Acanthaceae | APweb, versão 9, 2008 |